# Brachydeutera hebes
Brachydeutera hebes är en tvåvingeart som beskrevs av Cresson 1926. Brachydeutera hebes ingår i släktet Brachydeutera och familjen vattenflugor. Inga underarter finns listade i Catalogue of Life.